# Società Sportiva Amatori Modena 1975
Questa voce raccoglie le informazioni riguardanti l'Amatori Modena nelle competizioni ufficiali della stagione 1975.

## Maglie e sponsor
Lo sponsor ufficiale fu la società Tre Stelle.
| 1ª divisa |

## Rosa
| N° | Naz.              | Ruolo | Sportivo            |  |  |  |
| -- | ----------------- | ----- | ------------------- |  |  |  |
| ?  | Italia (bandiera) | E     | Aldo Baraldi        |  |  |  |
| ?  | Italia (bandiera) | E     | Carletti            |  |  |  |
| ?  | Italia (bandiera) | E     | Mauro Malagoli      |  |  |  |
| ?  | Italia (bandiera) | E     | Monari              |  |  |  |
| ?  | Italia (bandiera) | E     | Norberto Moncalieri |  |  |  |
| ?  | Italia (bandiera) | E     | Paolo Papotti       |  |  |  |
| ?  | Italia (bandiera) | E     | Ragazzi             |  |  |  |
| ?  | Italia (bandiera) | P     | Tonioni             |  |  |  |
| ?  | Italia (bandiera) | E     | Zironi              |  |  |  |

- Allenatore: ?